# 周盛伝
周 盛伝（しゅう せいでん、Zhou Shengyun、1833年 - 1885年）は、清末の軍人。字は薪如。　
安徽省合肥出身。太平天国が安慶を陥落させると、兄の周盛波らとともに団練を組織して戦い、防戦に功があったとして把総に抜擢された。1861年には寿州に援軍に赴き、千総に昇進した。
1862年、周盛波が李鴻章に従って江蘇省に援軍に行くと、周盛伝は先鋒を務め、嘉定攻略に功績をあげ、遊撃に昇進した。翌年、郷里に戻って兵を募った後、太倉・昆山を陥落させ、バトゥルの称号を得た。江陰攻略でも東門の太平天国軍を破り、奪回に貢献し、参将にあげられた。その後、無錫を攻略し、常州に向かった。1864年、常州を陥落させ、提督の待遇を受けた。さらに自分の率いる3営を「伝字営」として一軍を率いることを認められた。その後、周盛伝の軍は拡充により「伝軍」と称した。
1865年、捻軍との戦いに赴き、周盛波とともに雉河集の救援にあたり、任柱の騎馬隊を諸軍とともに挟撃して敗走させた。翌年には牛宏升を亳州で破り、戦死させた。1867年、広西右江鎮総兵の職を授かった。冬には任柱・頼文光の東捻軍を殲滅した。1868年、張宗禹率いる西捻軍を山東省と直隷省の間で撃破した。捻軍との戦いが終わると、周盛波は親を養うため郷里に帰り、その全軍を周盛伝が引き継ぎ、李鴻章に従って湖北省に駐屯した。
1870年、回民蜂起の鎮圧の救援に陝西省に赴いた。同年、李鴻章が直隷総督となると京畿に呼ばれ、1873年から天津の大沽砲台の修築を行い、さらに天津付近の治水事業を任された。1882年に湖南提督となったが、天津にとどまり、フランス式の軍事教練を採用し、自ら軍事教本も著している。死後、武壮の諡号を贈られた。
周盛波・周盛伝の死後、盛軍・伝軍は衛汝貴が継承したが、統制によろしきを得ず軍紀は乱れ、日清戦争の平壌の戦いで敗れた。